# Der rechte Arm der Götter
Der rechte Arm der Götter (Originaltitel: chinesisch 龍兄虎弟 / 龙兄虎弟, Pinyin Lóng xiōng hǔ dì, Jyutping Lung4 hing1 fu2 dai6 – „Älterer Bruder Drache, jüngerer Bruder Tiger; Gebrüder Drache und Tiger“, internationaler Titel: englisch Armour of God) ist ein 1986 in Hongkong und in der Zagreber Altstadt gedrehter Martial-Arts- und Actionfilm mit Jackie Chan, Regie führten Eric Tsang und Jackie Chan.

## Handlung
Jackie ist ein Abenteurer, der in aller Welt antike Artefakte zusammensammelt, unter anderem auch Teile einer mittelalterlichen Rüstung, die er bei einer Auktion in Österreich versteigert. Doch dann bittet ihn sein alter Freund Alan, ihm zu helfen. Seine Freundin Lorelei, die er pikanterweise vor einigen Jahren Jackie ausgespannt hat, wurde von einer gefährlichen Sekte entführt. Diese fordert die Teile der Rüstung Gottes, sowohl die Verkauften als auch die des neuen Eigners, als Lösegeld.
Jackie macht also den Käufer seiner Rüstungsteile – den ortsansässigen Graf Bannon – ausfindig und leiht sie sich von diesem, mit dem Versprechen, sie ihm zusammen mit den übrigen im Besitz der Sekte befindlichen Teilen zurückzubringen. Dieser willigt ein, jedoch mit der Bedingung, dass Jackie seine Tochter May auf die gefährliche Reise mitnimmt.
Zusammen macht sich das Trio dann auf die abenteuerliche Reise durch Europa. In Jugoslawien wird die Abenteurerschar schließlich fündig. Im Hauptquartier der mit Drogen handelnden Sekte, die sich in einem verschlungenen Höhlensystem innerhalb eines Berges verborgen hält, können Jackie und Alan Lorelei befreien und die Verbrecherbande ausschalten.

## Drehorte
Gedreht wurde der Film in Graz, Wien, Marokko, Slowenien, Motovun und Zagreb (Kroatien), in Paris, auf den Philippinen sowie in Spanien.

## Kritik
„Mit Slapstick und biederer Komik gewürzter Kung-Fu Film, nicht ohne Rasanz und akrobatisches Können. Bemerkenswert allein die Tatsache, dass der Film in Jugoslawien angesiedelt ist.“

## Auszeichnungen
Hongkong Movie Awards 1988: Nominierung in der Kategorie „Beste Action-Choreografie“

## Hintergrund
- Chan plante den Film zusammen mit Drehbuchautor Edward Tang als eine Hommage an Steven Spielbergs Jäger des verlorenen Schatzes.
- Jackie Chan brach sich während der Dreharbeiten einige Brustrippen beim Sturz von einem Balkon. Außerdem fiel er bei einem eigentlich einfachen Stunt durch einen abbrechenden Ast von einem Baum auf einen Felsen, was ihn beinahe das Leben gekostet hätte. Er erlitt eine schwere Schädelverletzung, die seitdem von einem Plastikstöpsel verschlossen wird. Außerdem ist er seitdem auf einem Ohr schwerhörig. Die Schädelverletzung führte dazu, dass er seine Haare länger wachsen ließ, um dies zu verdecken. Im Film ist er daher mit unterschiedlichen Haarlängen zu sehen.
- Höhepunkte des Films sind zu Beginn die Eröffnungssequenz mit der Flucht vor den Kannibalen, die Verfolgungsjagd in einer jugoslawischen Stadt (Zagreb, Kroatien) zwischen Jackies Wunderauto (Mitsubishi Colt C10 „Spider“) und den Jeeps (Mitsubishi Pajero LO40 TD) der Sekte, ein Kampf Chans gegen vier afroamerikanische Lederamazonen und ein Sprung auf einen Heißluftballon.
- Obwohl Jackie die Rüstung in einem Pariser Auktionshaus verkauft, sieht man anstatt des Auktionshauses das Grazer Rathaus.
- Alan Tam ist ein im asiatischen Raum berühmter Sänger. Ein Video von einem seiner Konzertauftritte wird während des Überfalls (was von außen das Österreichische Parlament zeigt) auf Lauras Modenschau gezeigt. Er singt hierbei das Lied Midnight Rider und später im Film einen Song gemeinsam mit Jackie Chan, welcher bei der filmischen Darstellung des Reiseweges im Hintergrund läuft. Auf den europäischen Video- und DVD-Auswertungen ist der Song in Englisch, in Asien in Kantonesisch zu hören.
- In dem Ausschnitt, der auf die musikalische Vergangenheit von Jackie, Alan und Lorelei verweist, wird deren Band als The Losers bezeichnet. Dies ist eine Hommage an Sänger Alan Tam, dessen frühere Band The Wynners hieß.
- John Ladalski, der im Film ein führendes Sektenmitglied spielt, ist als Handlanger und Schlägertyp aus vielen asiatischen Kung-Fu-Verfilmungen aus den 1970er und 1980er Jahren bekannt.
- Mit den meisten Nebendarstellern drehte Jackie Chan noch andere Eastern. Lola Forner wirkte in Powerman mit, Bozidar Smiljanic und Rosamund Kwan sind in Projekt B zu sehen.

## Fortsetzungen
1990 entstand die Fortsetzung Mission Adler – Der starke Arm der Götter, in dem ebenfalls Jackie Chan die Hauptrolle spielte.
2012 drehte Jackie Chan den dritten Film der Actionreihe mit dem Titel Armour of God – Chinese Zodiac.